# Utzenhofen
Utzenhofen ist ein in der Oberpfalz gelegenes Pfarrdorf, das ein Gemeindeteil von Kastl ist.

## Lage
Der Ort befindet sich in der Region Oberpfälzer Jura und liegt in der gleichnamigen Gemarkung. Utzenhofen selbst ist einer von 39 Ortsteilen des Marktes Kastl. Die Ortsmitte des Marktes Kastl liegt vier Kilometer entfernt; Velburg elf Kilometer.
Die Staatsstraße 2040 verläuft durch den südwestlichen Ortsbereich.

## Geschichte
Utzenhofen ist ein alter Ort. Die Saalkirche St. Vitus wurde zwar erst 1938 erbaut, aber unter Verwendung der Nord- und Westwand zweier mittelalterlicher Vorgängerbauten aus dem 11./12. und dem 14. Jahrhundert. Als ältester Vorgängerbau ist eine karolingische Holzkirche archäologisch gesichert, die wahrscheinlich in der ersten Hälfte des 10. Jahrhunderts bei einem der Ungarneinfälle durch Feuer zerstört wurde. Die mittelalterlichen Kirchen waren offenbar Bestandteil einer Burganlage auf dem Terrassenspron über dem Wirlbachtal, die namentlich nicht in den Schriftquellen erscheint.
Utzenhofen wurde mit dem bayerischen Gemeindeedikt von 1818 eine selbständige Gemeinde mit den Teilorten
- Utzenhofen
- Appesloh
- Aumühle
- Freischweibach
- Haid
- Halbmühle
- Hohengrund
- Mühlhausen
- Oberfeld
- Saugraben
- Schwärz
- Umelsdorf
- Wolfersdorf
- Zapfl

Im Zuge der Gebietsreform in Bayern wurde am 1. Mai 1978 die Gemeinde in den Markt Kastl eingegliedert.

## Kultur und Sehenswürdigkeiten

### Bauwerke

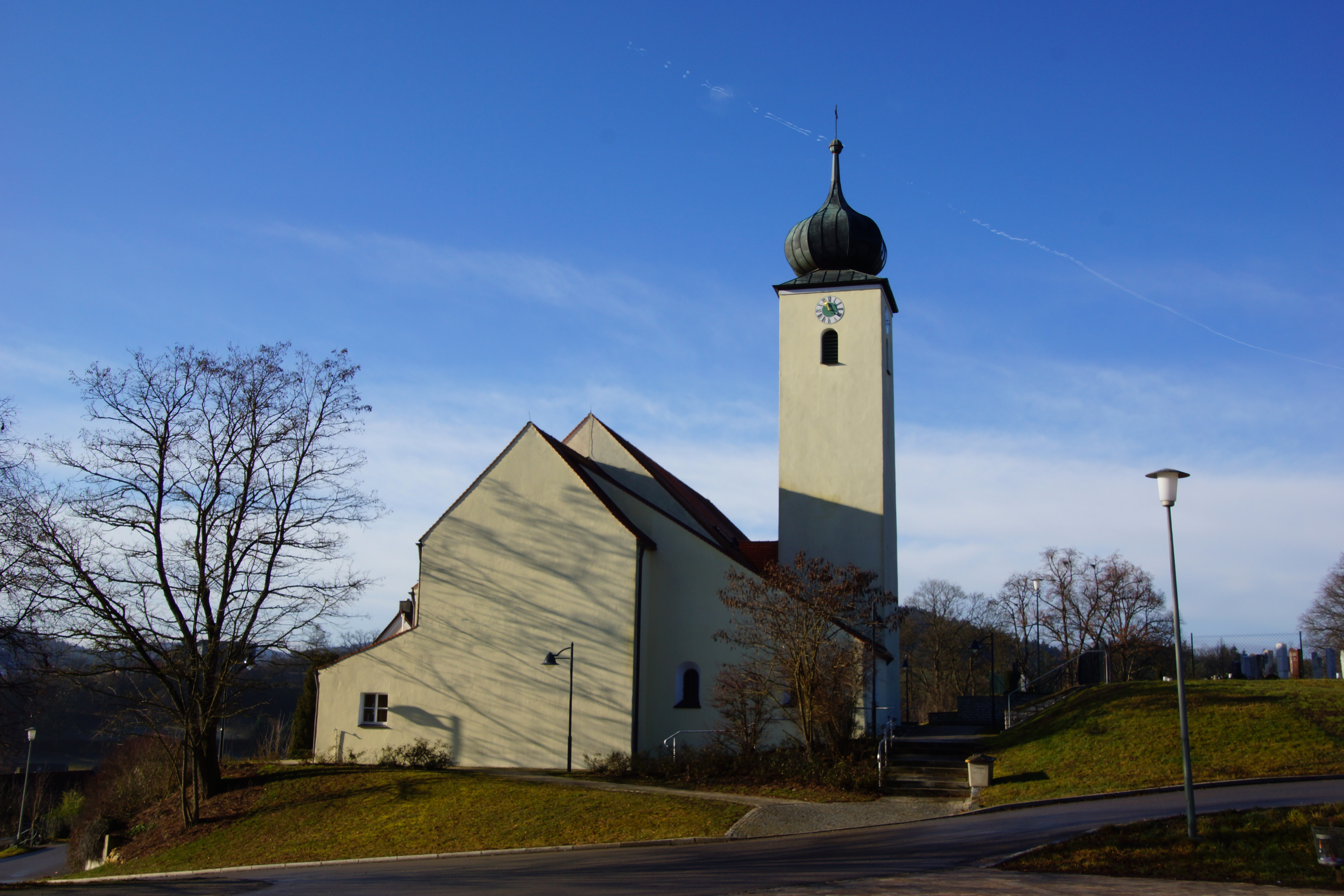
Die Pfarrkirche St. Vitus

Im Ortsbereich von Utzenhofen gibt es fünf denkmalgeschützte Bauwerke, darunter die römisch-katholische Pfarrkirche St. Vitus.